# هرمانیتسه (ناحیه ناخود)
هرمانیتسه (به چکی: Heřmanice) یک منطقهٔ مسکونی در جمهوری چک است که در ناحیه ناخود واقع شده‌است. هرمانیتسه ۶٫۹۲ کیلومتر مربع مساحت و ۴۰۳ نفر جمعیت دارد و ۲۷۶ متر بالاتر از سطح دریا واقع شده‌است.